# Itinerář
Itinerář (lat. itinerarium, z iter, cesta) je plán nebo popis cesty, seznam míst, kterými cesta vedla nebo povede, případně s dalšími informacemi.

## Cestování
V turistice a v cestovním ruchu znamená Itinerář seznam míst, případně také seznam úseků cesty – například chystaného výletu, služební cesty či dovolené. Při složitějších cestách bývá součástí letenek nebo jízdenek jako stručná rekapitulace cesty. Zahrnuje obvykle místa a data odjezdu a příjezdu, dopravní prostředky a dopravce v jednotlivých úsecích cesty, vzdálenosti a předpokládané časy, někdy i místa ubytování a místa která plánujete navštívit. Podrobné itineráře pro různé druhy přepravy nabízejí internetové mapové systémy, jako je Mapy.cz nebo Google Maps.

## Historie
V pomocných vědách historických může znamenat seznam cest v určitém období a oblasti, popis často užívané cesty (například poutnické), obvykle včetně vzdáleností mezi důležitějšími městy. Historicky významné itineráře tohoto druhu jsou například Peutingerova mapa (Tabula Peutingeriana) nebo Itinerář císaře Antonina (Itinerarium Antonini Augusti), ale také popisy poutníků a podobně.
V historii může znamenat také podrobnou rekonstrukci toho, kudy a jak se určitá historická osoba v určité době pohybovala, a to včetně odkazů na archivní doklady a zdroje.